# Te Puia
Te Puia est un parc de loisirs néo-zélandais situé à Whakarewarewa, près du centre-ville de Rotorua, sur l'île du Nord. Il permet d'observer des geysers et des kiwis en captivité, mais également de découvrir la culture des Maori.